# 裴家义
裴家义，中华人民共和国政治人物、外交官。
1993年，接替张德麟，担任中华人民共和国驻蒙古大使。1996年，由齐治家接任。